# Ultra-DMA
UDMA, Ultra DMA (od ang. Ultra Direct Memory Access), inaczej ATA lub ATAPI albo PATA – standard interfejsu transferu danych między pamięcią RAM a dyskami twardymi, w którym stosowany jest równoległy przesył danych. Ze względu na ograniczenia technologiczne nie jest już dalej rozwijany i został zastąpiony przez SATA.

## Generacje UDMA
W historii pojawiło się osiem generacji UDMA.
| Tryb   | Transfer (MB/s) | Nazwa   |
| Mode 0 | 16,7            | UDMA16  |
| Mode 1 | 25,0            | UDMA25  |
| Mode 2 | 33,3            | UDMA33  |
| Mode 3 | 44,4            | UDMA44  |
| Mode 4 | 66,7            | UDMA66  |
| Mode 5 | 100,0           | UDMA100 |
| Mode 6 | 133,3           | UDMA133 |
| Mode 7 | 166,0           | UDMA166 |